# 송화공주
송화공주(松華公主 혹은 松花公主)는 갈문왕 복승(福勝)의 아내로, 박영실과 지소태후의 딸이었다. 지소태후는 박영실을 그다지 좋아하지 않았으나, 법흥왕의 유명(遺命)에 의해 영실공을 계부(繼夫)로 맞았다. 어머니를 따라 성골정통이며, 진평왕의 비 마야왕후의 계모이다.

## 가족관계

### 선대
- 조부 : 수지 박씨
- 조모 : 보현공주 김씨
  - 아버지 : 박영실 (朴英失)
- 외조부 : 법흥왕 : 신라 제23대 왕
- 외조모 : 보도부인 박씨
  - 어머니 : 지소태후(只召太后)
    - 자매 : 황화공주(黃華公主)
    - 이부남매 : 진흥왕 - 신라 제24대 왕

### 남편과 후손
- 남편 : 복승 갈문왕(福勝 葛文王)
  - 장남 : 호림공 - 신라 14대 풍월주
  - 차녀 : 호린부인(護璘夫人) - 미실의 며느리 수종전군의 아내
    - 사위 : 수종